# Autoretrat (Dou, Nova York)
L'Autoretrat és una pintura de 1665 de Gerrit Dou. Es mostra a l'artista en el moment més alt de la seva fama, sostenint una paleta de pintor i envoltat d'objectes del seu estudi. Pertany a la col·lecció del Museu Metropolità d'Art de Nova York.

## Descripció
Com anteriorment va fer el seu mestre Rembrandt, Dou es va realitzar diversos autoretrats, probablement per encàrrec per a clients específics que eren propietaris de més d'una de les seves obres; avui dia es coneixen prop d'una dotzena. Aquest va entrar en la col·lecció del museu a través del llegat de Benjamin Altman.

Aquesta pintura de Dou va ser documentada el 1908 per Hofstede de Groot que va escriure:
| « | «283. Retrat del pintor Sm. 101 i Suppl 60; M. 112. Col·locat de peu al costat d'una finestra, sosté la paleta i els pinzells a la mà esquerra, i volteja amb la seva dreta els fulls d'un gran llibre posat damunt de l'ampit. Aparenta uns quaranta anys, porta una armilla de color marró amb mànigues, un mantell blau fosc brodat amb punta encaix daurada, i una gorra de color blau clar; una cortina penja sobre l'ampit de la finestra, que cobreix part d'un conegut relleu de l'escultor François Duquesnoy, que representa uns nens jugant amb un boc, aquest relleu es troba sota la finestra. En un primer pla hi ha un test de calèndules. Un cep creix sobre un costat de la finestra, on penja una gàbia d'ocells. En el fons hi ha un cavallet amb un paraigua obert a la part superior. "Una imatge molt bonica i interessant" SM.» | » |

El relleu fet per Duquesnoy va ser utilitzat diverses vegades per Dou en altres pintures de nínxol: 

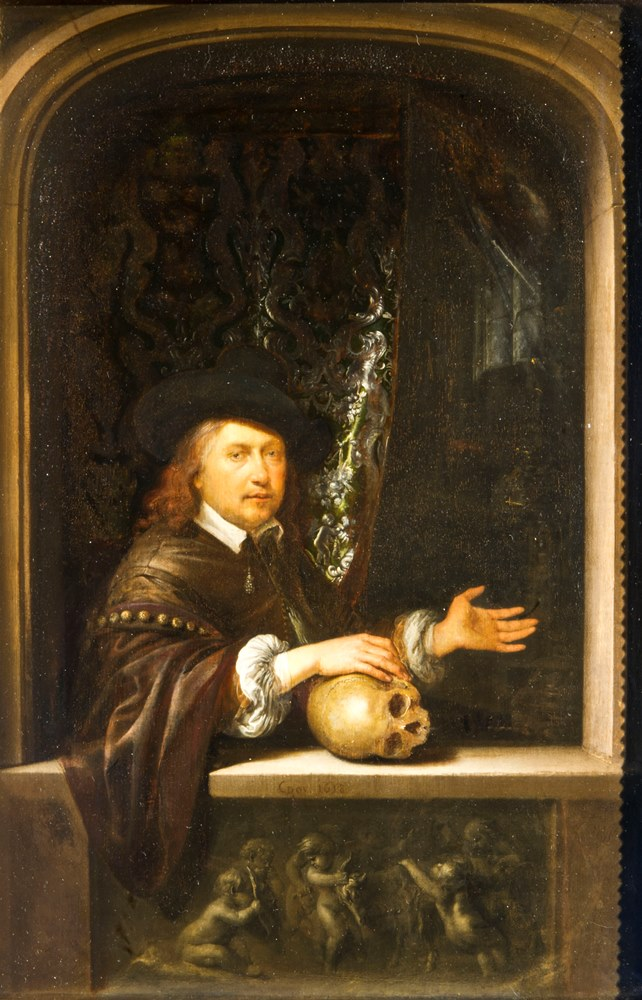
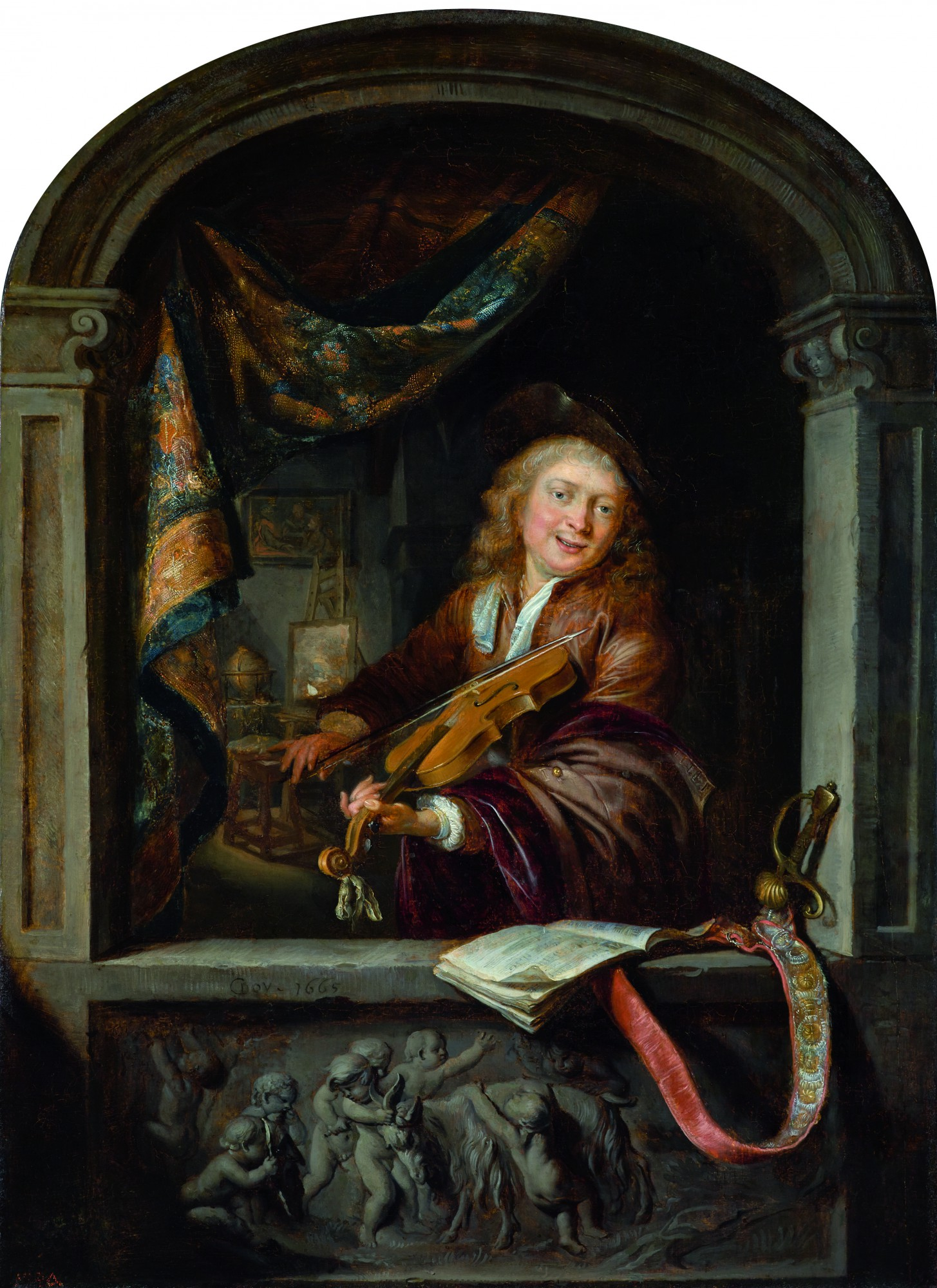
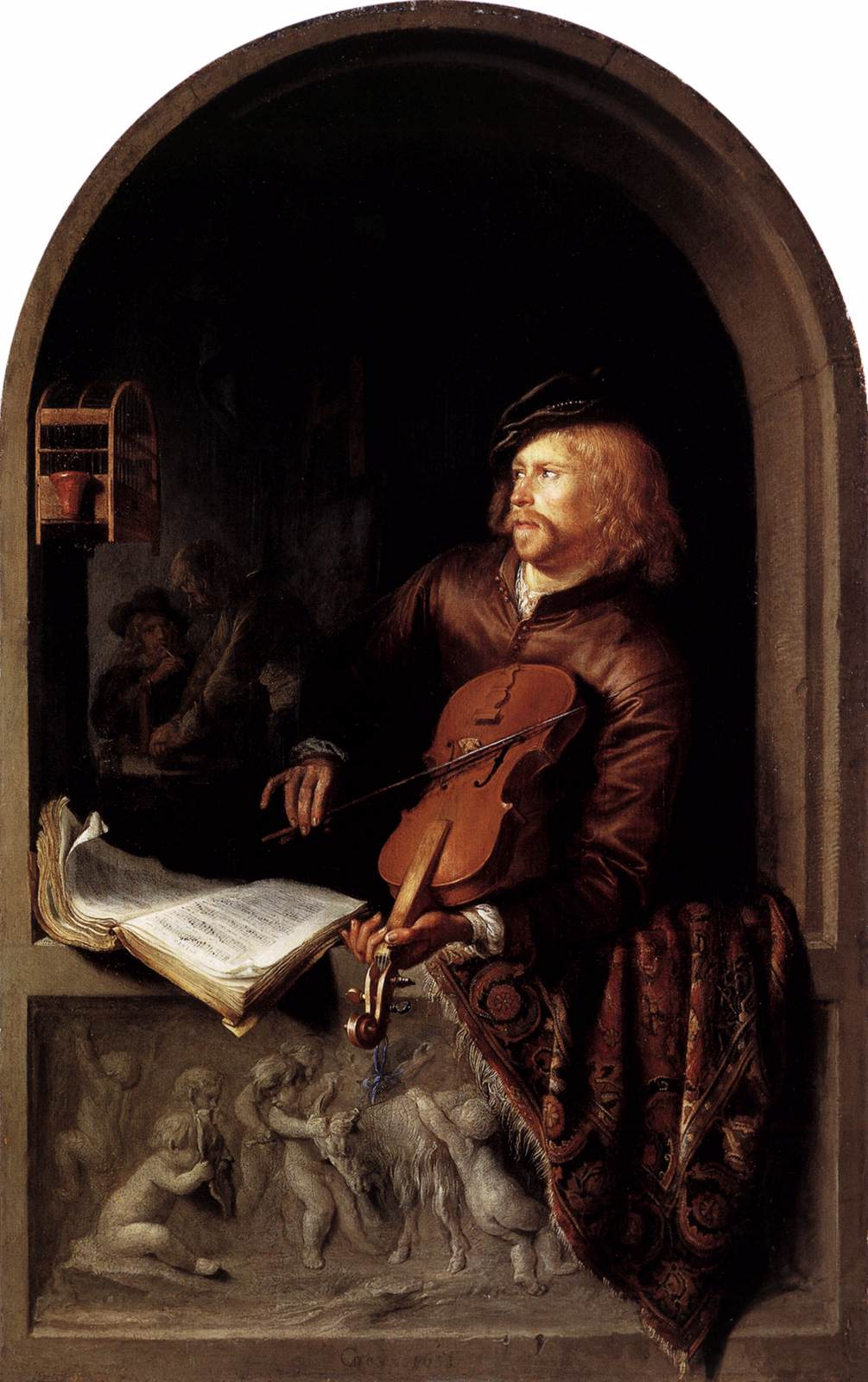
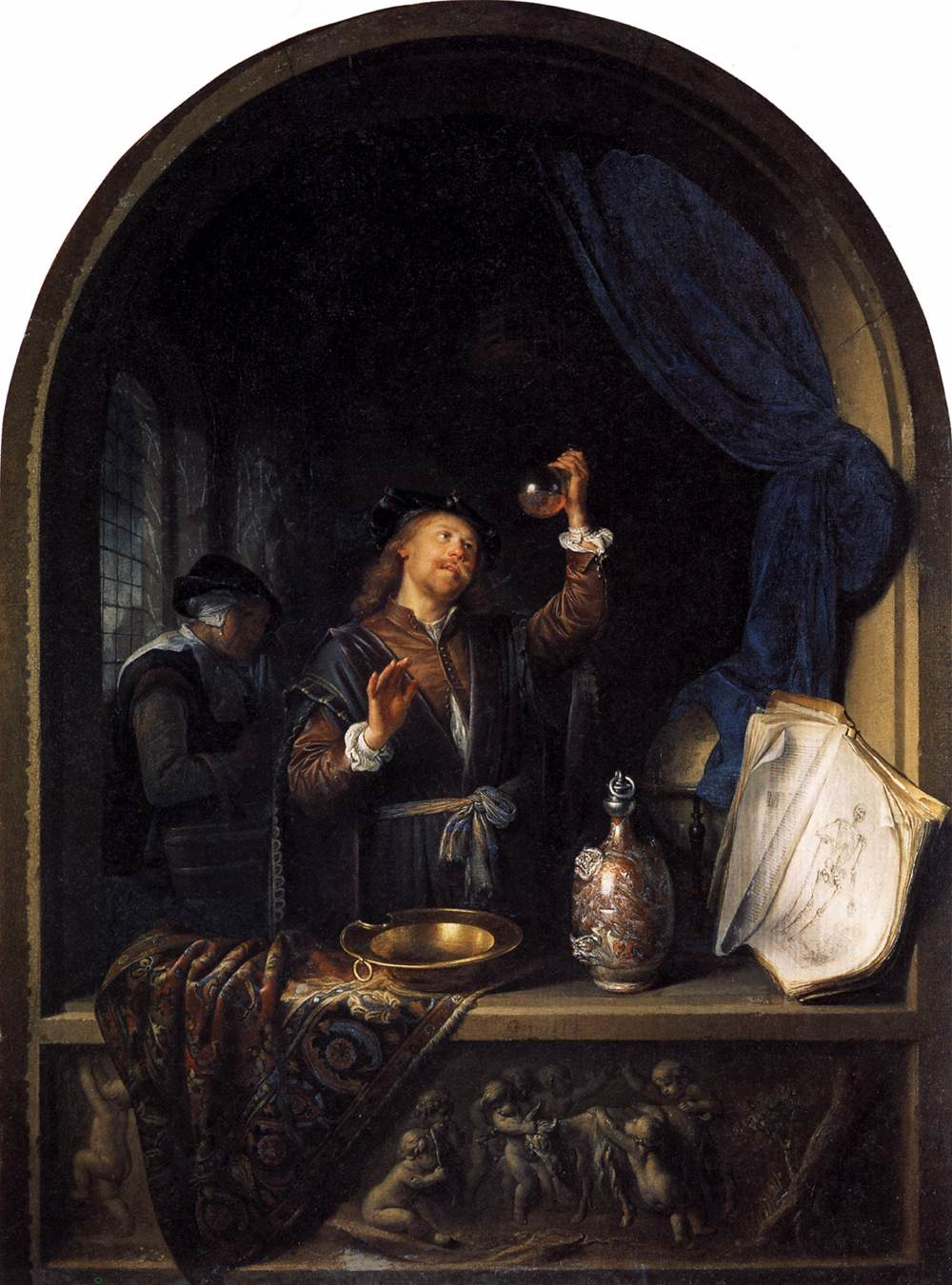
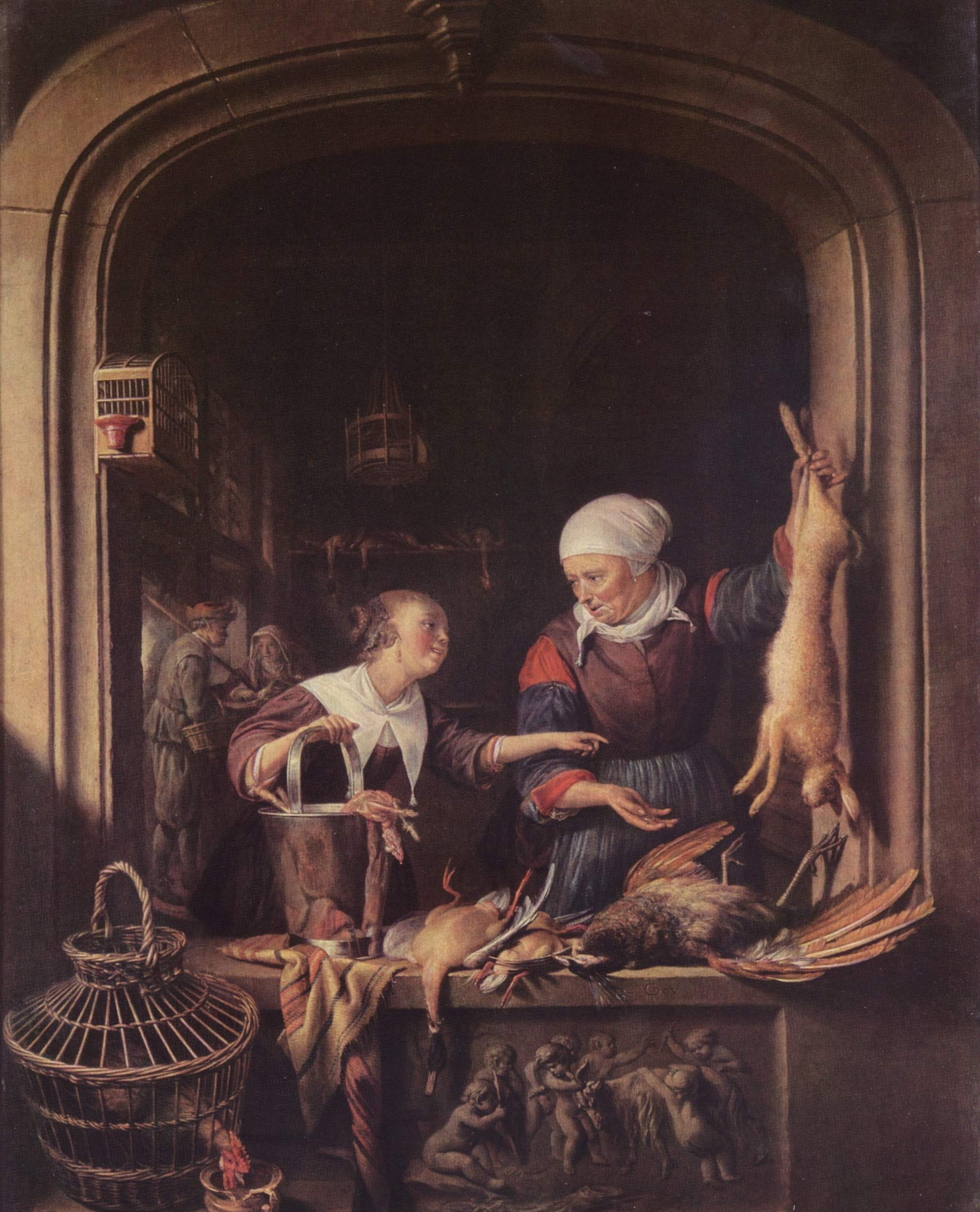
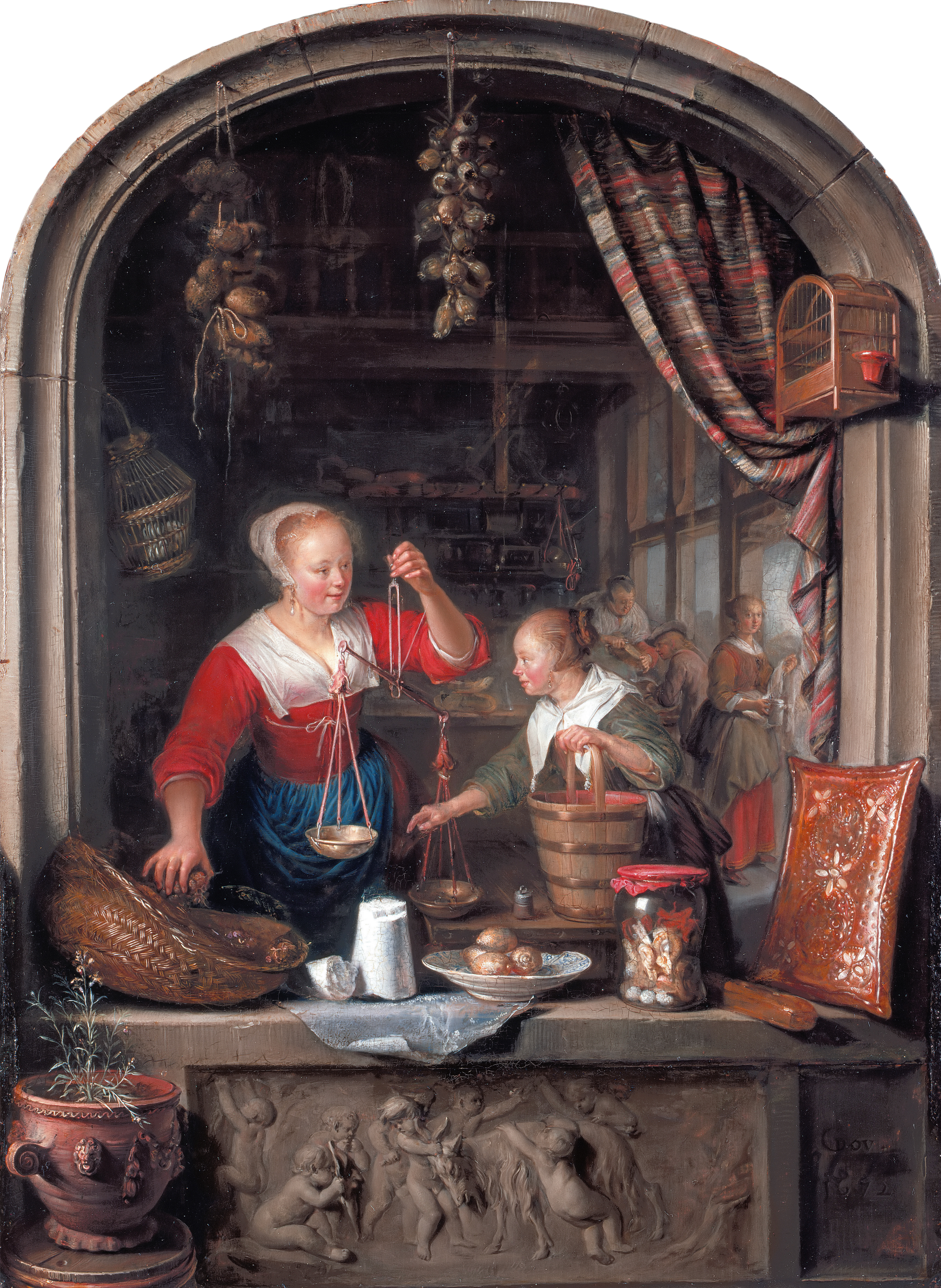

## Influència posterior
Aquesta pintura va ser copiada per Etienne Compardel, i potser va ser aquesta versió la que va utilitzar com un exemple Jacobus Houbraken per al diccionari del seu pare de pintors. Arnold Houbraken admirava a Dou tant que va començar el seu segon volum de biografies de pintors el Schouburgh amb la seva biografia, cridant-lo amb el seu contemporani Bartholomeus van der Helst «dos llums de guia en les arts» i que il·lustren els seus retrats amb dues metxes enceses.

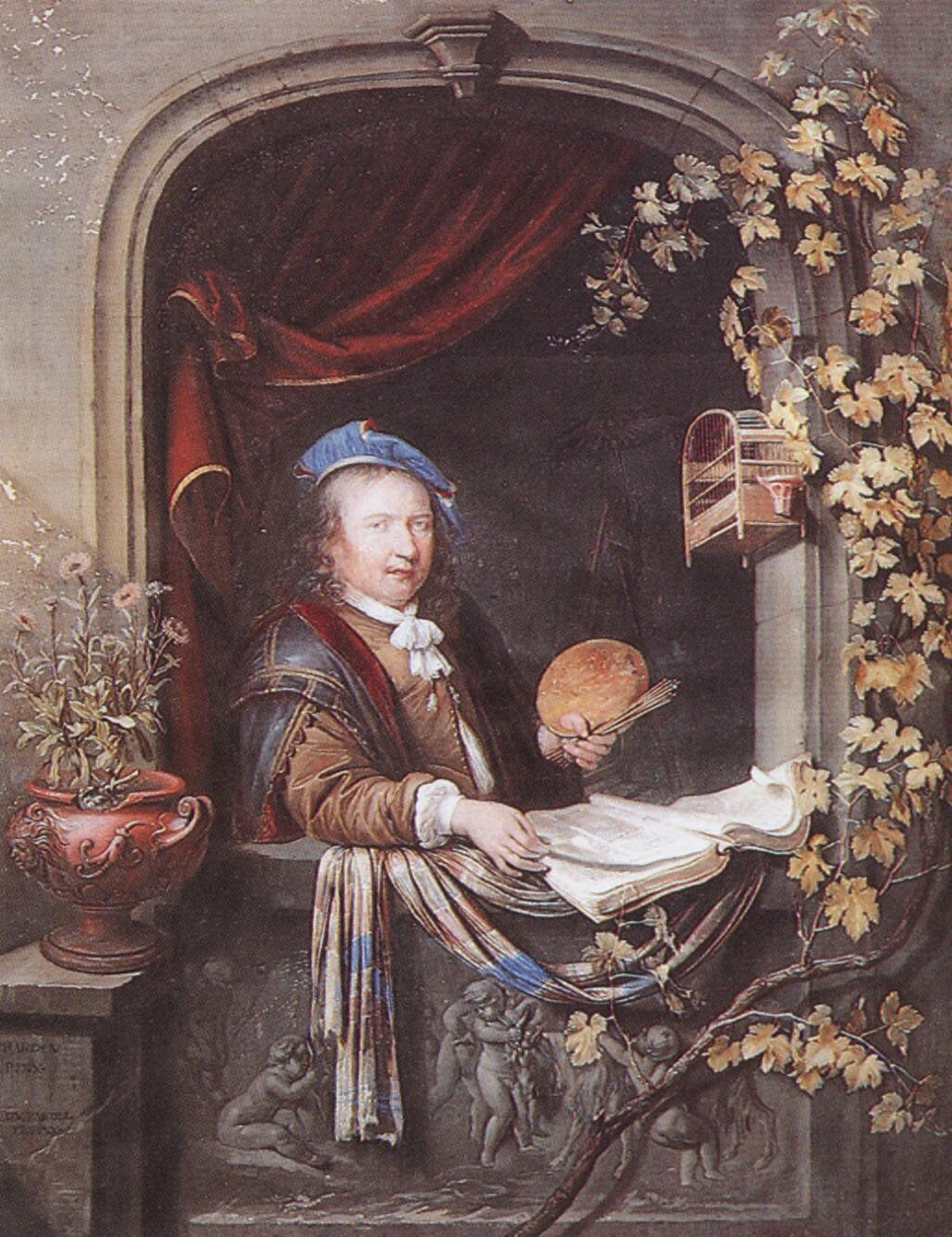
Miniatura copiada per Compardel
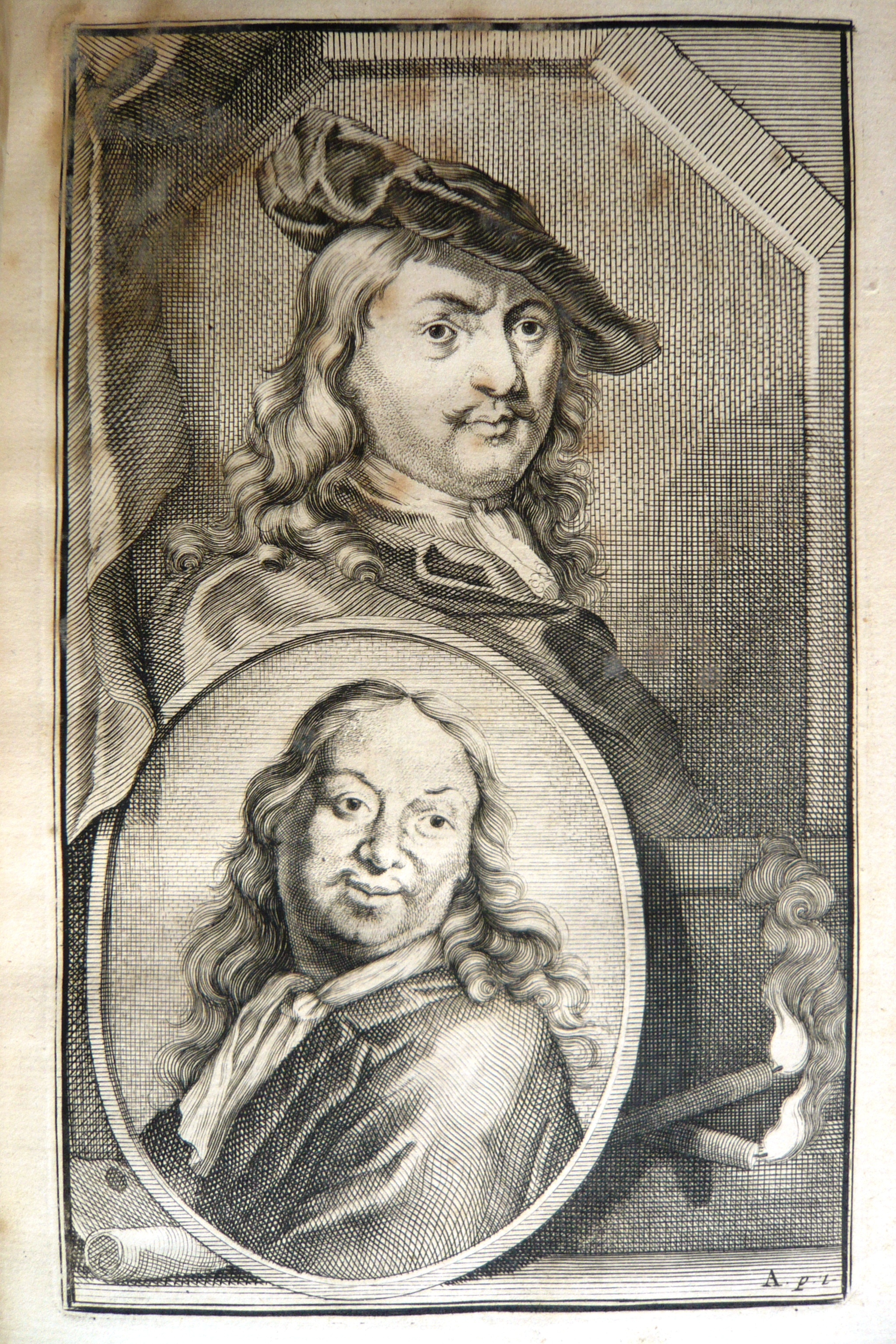
Retrats de Dou i Van der Helst per Jacobus Houbraken